# Boren
 Ovo je glavno značenje pojma Boren. Za naselje pogledajte Boren, Njemačka.
Boren (fon. Buren) je jezero u švedskoj pokrajini Östergötland između gradova Borensberg i Motala. Površina jezera iznosi 28 km², dok je navjeća dubina 14 m.
Jezero je sastavni dio Göta kanala i rijeke Motala. Grad Borensberg, koji se nalazi na istočnoj obali jezera, je dobio ime po Borenu. Na južnoj strani jezera se nalazi rt Birgitta (Birgittas udde) i plemićko imanje Ulfåsa iz 12. stoljeća. Tijekom hladnih zimskih mjeseci jezero se smrzne i tako postaje popularno klizalište.